# Викарий
Викарий е църковна длъжност в епархията (митрополията), а не духовен сан.
Викарият е лице от черното духовенство със сан на епископ и изпълнява задълженията да бъде помощник (секретар) на митрополита при изпълняване на неговите задължения като духовен глава на митрополията. Когато тази длъжност се изпълнява от духовник, който не е епископ, длъжността се нарича протосингел.